# Rakivka, Vîșhorod
Rakivka (în ucraineană Раківка) este un sat în comuna Sîneak din raionul Vîșhorod, regiunea Kiev, Ucraina.

## Demografie
Componența lingvistică a localității Rakivka
     Ucraineană (98,79%)
     Rusă (1,21%)
Conform recensământului din 2001, majoritatea populației localității Rakivka era vorbitoare de ucraineană (98,79%), existând în minoritate și vorbitori de rusă (1,21%).